# مایا اذراشویلی
مایا اذراشویلی (گرجی: მაია აზარაშვილი؛ زادهٔ ۶ آوریل ۱۹۶۴) ورزشکار دو و میدانی اهل گرجستان است.